# مباراة الأوبرا

صورة حركية للمباراة

مباراة الأوبرا هي مباراة شطرنج مشهورة لعبت في 1858 في أوبرا باريس بين اللاعب الأمريكي بول مورفي بالقطع البيضاء ووالنبيل الألماني دوق براونشفايغ كارل الثاني والأرستقراطي الفرنسي الكونت إيزورد معـا بالقطع السوداء، حيث كان يتشاوران معا ويلعبان كشريكين ضد مورفي، تستخدم هذه اللعبة غالبا لتوضيح أهمية النشر السريع للقطع وعدم الهجوم قبل فعل ذلك وقيمة التبييت للمحافظة على سلامة الملك وتأثير التضحيات في توليفات الإماتة، وبعض مبادئ الشطرنج الأخرى.

## روابط خارجية
- المباراة على موقـع chessgames.com
- (بالإنجليزية) إدوارد وينتر: مورفي ضد الدوق والكونت
- (بالإنجليزية) فيـديو يشرح المباراة بواسطة بوبي فيشر